# Drive-In Saturday
Drive-In Saturday är en låt av David Bowie, utgiven som singel den 6 april 1973 med en cover på Chuck Berrys Around and Around som B-sida och på albumet Aladdin Sane som släpptes den 13 april 1973.
Låten låg på den brittiska listan i 10 veckor och nådde nummer 3.

## Musiker
- David Bowie - sång, gitarr
- Mick Ronson - gitarr
- Trevor Bolder - bas
- Mick Woodmansey - trummor